# Починки (Костромская область)
Починки — опустевшая деревня в Макарьевском районе Костромской области. Входит в состав Нежитинского сельского поселения.

## География
Находится в юго-восточной части Костромской области на расстоянии приблизительно 52 км на юго-запад по прямой от районного центра города Макарьев на левобережье Нёмды.

## История
Известна с 1929 года, когда здесь был организован колхоз «Искра» (позднее работали колхозы «Вторая пятилетка» и им. Буденного), к тому времени в деревне было 25 домов.

## Население
Постоянное население составляло более сотни жителей в 1929 году, 0 как в 2002 году, так и в 2010.